# Bonaventura Badoer da Peraga
Bonaventura Badoer da Peraga, O.E.S.A. (pronuncia Badoèr; Padova, 22 giugno 1332 – Roma, 10 giugno 1389), è stato un teologo e cardinale italiano.
Religioso degli Eremitani di Sant'Agostino, fu Priore Generale dell'Ordine. Fondò la facoltà di teologia nell'Università di Bologna e fu teologo presso l'università Sorbona di Parigi. Fu forse assassinato  per ordine di Francesco I da Carrara.

## Biografia

### Gli Eremitani alla Sorbona
Apparteneva a un ramo dei Badoer, patrizi veneziani, che aveva aggiungo la specifica "da Peraga" in quanto discendente da Marino Badoer e Balzanella Peraga, ultima esponente di un'importante famiglia padovana.
Entrò giovanissimo nell'Ordine di Sant'Agostino, presso il convento dei SS. Filippo e Giacomo di Padova, detto comunemente degli Eremitani.
È documentato che nel 1358 ebbe un'autorizzazione, da parte del suo superiore frate Gregorio Da Rimini, di frequentare l'Università della Sorbona a Parigi. Sembra si sia laureato nel 1362, di certo lì ha insegnato. È documentato dalla bolla (giugno 1364) di Papa Urbano V che fu tra i nove Maestri di Teologia che furono incaricati di costituire il collegio e compilare gli statuti della nuova facoltà di Teologia presso l'Università di Bologna. Non è dato di sapere quanto tempo rimase a insegnare a Bologna ma sappiamo che nel 1366 era a Padova.
Nello stesso periodo parigino di Bonaventura, si laureò in teologia alla Sorbona anche un suo fratello “uterino”, Bonsembiante Badoer da Peraga (3 giugno 1327 - Venezia, 28 ottobre 1366), frate dell'Ordine degli Eremitani di Sant'Agostino.

### Il Petrarca
I fratelli Badoer da Peraga avevano una forte amicizia con il poeta Francesco Petrarca. Una forte testimonianza di questo rapporto di amicizia il poeta la diede con la XIV lettera, scritta il 1º dicembre 1366 a séguito della morte di Bonsembiante.
Nel 1368 e nel 1373 è documentato che Bonaventura Badoer da Peraga fu a Padova come “Professore della sacra pagina” (Doctoris Sacrae Paginae) e presente presso il monastero degli Eremitani.
Il 27 ottobre 1373 fu l'esecutore testamentario del parente Zanino (Giovannino) Peraga che gli richiedeva di essere sepolto nella tomba di famiglia nella Chiesa del monastero.
L'alta amicizia e il prestigio di Bonaventura lo portarono l'anno dopo, 1374, a essere scelto, tra tutti i dottori di Padova, per tessere l'elogio funebre di Francesco Petrarca.
Ecco in quali termini narra Andrea de Gataris (Chronicon Patavinum ANDREAE DE GATARIS in Rerum Italicarum Scriptores, Mediolani 1730, vol. XVII, col. 214.) il doloroso avvenimento:

### L'elezione a Priore Generale
A seguito della conquista di Romania, Valacchia, Bulgaria, Serbia e Tracia da parte del sultano Murad I (o Amurat I) e degli appelli inascoltati dell'imperatore Giovanni V Palaeologo ai vari re e principi cristiani, Papa Gregorio XI, residente ad Avignone, con bolla papale del 26 ottobre 1375, incaricò Bonaventura in una missione diplomatica presso il re di Ungheria, Ludovico, per convincerlo a entrare in guerra contro l'infedele. Ricevette solo promesse.
Nell'anno 1377 vennero indetti a Verona i “comizi generali dell'Ordine” degli Agostiniani. Vi parteciparono religiosi provenienti da tutta Europa che elessero il 17 maggio 1377 all'unanimità Bonaventura Badoer da Peraga a Priore Generale.
Nel 1378 Bonaventura è a Roma quando Papa Gregorio rientra a San Pietro (accogliendo la supplica di Caterina da Siena) e muore. L'8 aprile 1378 fu eletto il 200º Papa, Urbano VI, Bartolomeo Prignano, vescovo di Bari.

### Urbano VI e l'antipapa Clemente VII
A seguito della rigidità imposta dal nuovo Papa, parte dei cardinali si appellarono al Diritto canonico e contestarono l'elezione. Dopo essersi ritirati ad Anagni e successivamente a Fondi, elessero, il 20 settembre 1378, un altro Papa, Clemente VII, Roberto da Ginevra. Bonaventura sostenne, come peraltro fece Caterina da Siena, Urbano VI come unico papa e da questi venne nominato cardinale con altri ventisette, il 18 settembre 1378. Questa nomina lo porta ad essere esposto, primo tra tutti gli altri cardinali, a ripetute scomuniche da parte dell'Antipapa Clemente VII il quale arrivò a nominare un altro Priore Generale dell'Ordine di Sant'Agostino, un Maestro di Basilea, tale frate Giovanni Iltalinger, ma l'intero Ordine rimase fedele a Urbano VI e Bonaventura continuò a governarlo attraverso i suoi fedeli Vicari: frate Filippo da Mantova e frate Nicola dell'Amatrice.
È discussa tra gli storici la veridicità di un importante viaggio che Bonaventura avrebbe fatto nel 1387, in qualità di Legato Pontificio, in Lituania quando avrebbe portato la benedizione papale al locale principe che, sposando la cristiana Edvige, erede del regno di Polonia, decise di convertirsi e convertire tutta la nazione baltica.
Dopo essere tornato a Roma, sembra (la questione è tuttora discussa tra gli storici) sia stato ucciso da sicari di Francesco I da Carrara, il Signore di Padova. Anche la data della morte è argomento di discussione ma sembra prevalere il 10 giugno 1389.

## Araldica
Lo stemma o arma araldica della famiglia Badoer da Peraga, adottata dal Cardinale, era:
“divisa per il lungo dello scudo in due parti eguali, la quale a sinistra di chi guarda ha tre ruote gialle, per il lungo di esso scudo in campo bigio (grigio), e alla destra ha sei traversi, obliguamente posti, uno rosso e uno argento, comincia di sopra il rosso, e sopra li traversi è un leone rampante di color oro”.

## Culto
Per la sua vita e per l'impegno profuso nella difesa della Chiesa cattolica durante le lotte del cosiddetto “Scisma d'occidente” Bonaventura Badoer Peraga viene onorato dai devoti come beato e dal 1988 è stato inserito tra i santi della Diocesi di Padova che lo ricorda il 5 novembre.
Secondo però il Perini, pur documentando che Bonaventura Badoer Peraga fu considerato, fin dal 1440, come beato, richiama l'attenzione sul fatto che il suo libro fu scritto (1912) perché “non son pochi coloro che oggi ne desiderano glorificata la memoria dalla Suprema Autorità Apostolica col riconoscerne il culto prestatogli da tempo immemorabile”.